# Paul Lavenex
Paul Lavenex, né le 11 juillet 1901 et mort le 11 septembre 1994, est un architecte et dessinateur suisse.

## Biographie
Formé comme dessinateur-architecte chez l'architecte lausannois Alphonse Laverrière, il s'associe avec Eugène Mamin entre 1932 et 1936, et plus tard, entre 1937 et 1938, avec Eugène Béboux. 
Il est membre de la Société suisse des ingénieurs et des architectes (SIA) vaudoise et de la Fédération des Architectes Suisses (FAS) dès 1937.
Il est connu surtout pour avoir construit ou renouvelé plusieurs temples dans le canton de Vaud.

## Réalisations les plus significatives
- 1932-1934 : Propriété SI Treyblanc-les Bruyères ABC, à Lausanne ;
- 1934 : Temple de Renens (premier prix et exécution) ;
- 1934 : Cabanne R. Barraud, à Anzeindaz, Massif des Diablerets ;
- 1935 : Temple de Saint-Luc de la Pontaise, Lausanne ;
- 1936-1938 : Temple de Mathod-Suscévaz (premier prix et exécution) ;
- 1941 : Villa à La Sallaz ;
- Aménagement du quartier de la Cité, à Lausanne (troisième prix) ;
- Aménagement de la propriété du Château de Beaulieu, à Lausanne (chargé de l'étude définitive par la Direction des travaux) ;
- Villa au Petit-Bochat sur Lutry ;

## Sources
- Fonds : Paul Lavenex (1927 - 1984).  Cote : CH-001538-7 0003. Archives de la construction moderne-EPFL, Lausanne.

## Littérature
- « Paul Lavenex, architecte FAS », In : Habitation : revue trimestrielle de la section romande de l'Association Suisse pour l'Habitat, N.10 (1937), pp. 56-59 ;
- « Maison de Monsieur Th. S à La Sallaz par Paul Lavenex architecte FAS », Habitation : revue trimestrielle de la section romande de l'Association Suisse pour l'Habitat, N. 4 (1941), p. 166 ;
- Bruno Marchand, « Typologies de logements collectifs, Lausanne : immeuble chemin du Treyblanc, 2-4-6 : P. Lavenex, E. Mamin, architectes », In : Habitation : revue trimestrielle de la section romande de l'Association Suisse pour l'Habitat, N.62 (1989), p. 19 ;
- L. Capt, L'architecture religieuse de Paul Lavenex, 1930-1970, entre tradition et originalité, sous la dir. de D. Lüthi, Mémoire de maitrise, Université de Lausanne, Faculté des lettres, Lausanne, 2012 ;
- Bruno Marchand (dir.), Architecture du canton de Vaud 1920-1975, Lausanne : PPUR, 2012 ;